# Virgen de la Fuensanta (Villel)
La virgen de la Fuensanta (también, Nuestra Señora de la Fuensanta) es la titular del santuario de su nombre en Villel, municipio de la provincia de Teruel (Comunidad de Aragón, España).

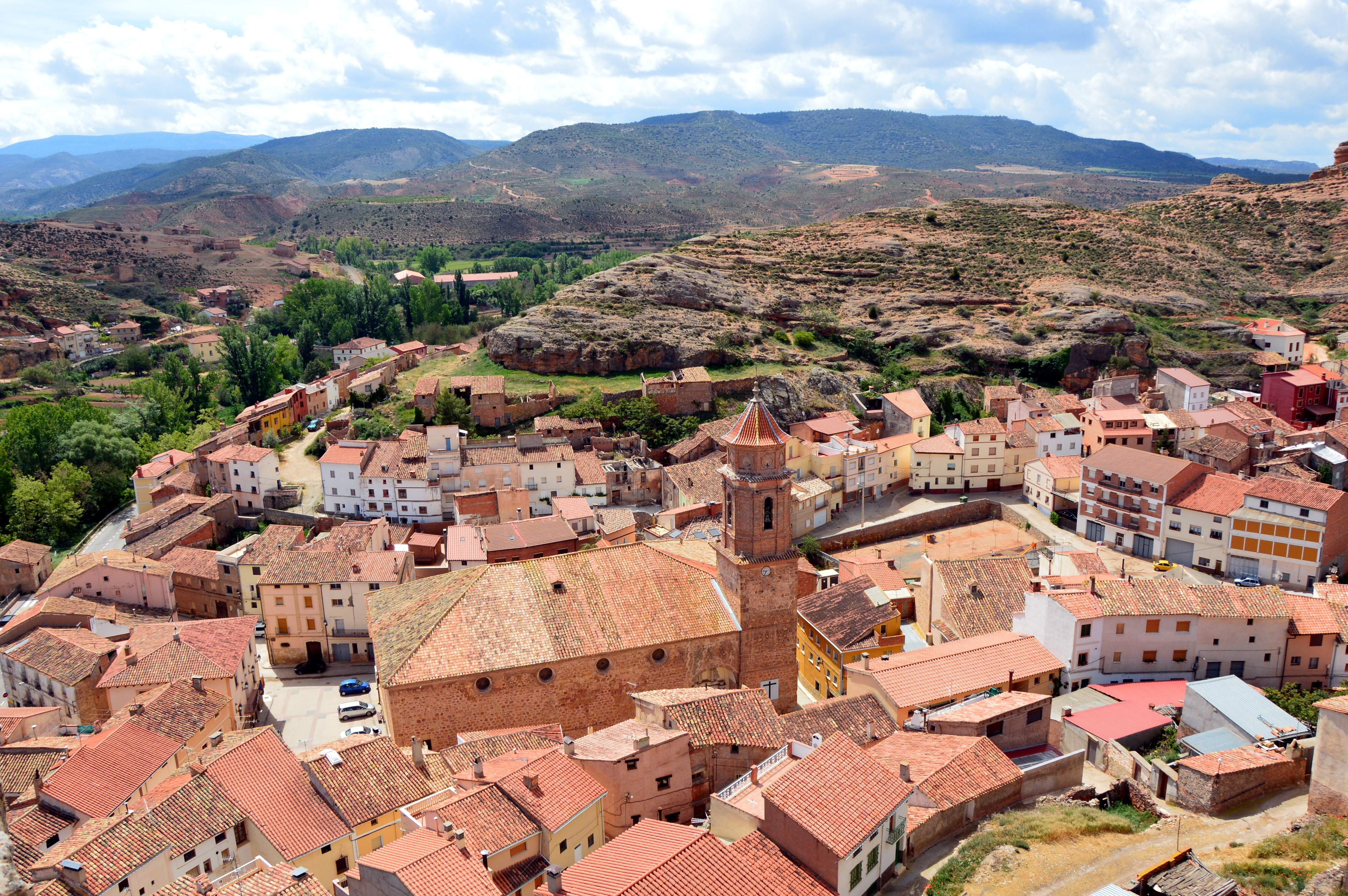
Vista parcial de Villel (Teruel), desde el castillo (2017).

La imagen de esta virgen se venera en el Santuario de Nuestra Señora de la Fuensanta (Villel), un edificio del siglo XVI situado a unos dos kilómetros y medio al poniente de Villel y a diecisiete de Teruel, la capital provincial.
La Iglesia católica conmemora la festividad de la advocación el 8 de septiembre.

## Historia
A mediados del siglo XIX (1850), Madoz refiere que «A ½ legua del pueblo se encuentra el célebre santuario de Ntra. Sra. de Fuensanta, rodeado de encrespadas montañas, en las cuales sostuvo el general Villacampa en la guerra de la Independencia dos reñidos y sangrientos encuentros con los franceses».
La historia de esta Virgen comienza con el prodigioso hallazgo de su imagen por un pastor que estaba apacentando su ganado -hecho que la tradición refiere como ocurrido el 5 de septiembre de 1238, el mismo día de la rendición de la ciudad de Valencia por Jaime I de Aragón-:

«[…] muy por la mañana esta apacentando su ganado un sencillo Pastor llamando Juan Pérez en unos asperos montes, cubiertos de arboles silvestres, de matorrales incultos, y de escabrosos peñascos, al poniente de Villel, á media legua de distancia de esta Villa. Únicamente atento al cuidado de su rebaño, y bien descuidado de ningun extraordinario suceso, he aquí que advierte un resplandor estraño que bañaba aquel escabroso bosque, y volviendo á un lado y á otro su vista, ve una luz peregrina y maravillosa, que salia dé la concavidad de una Gruta formada por la naturaleza al pie de una cordillera de peñas embreñadas cerca de la cima del mismo monte».
Historia de Nuestra Sra. de la Fuente-Santa venerada en su santuario existente en el término de la villa de Villel, Obra escrita por un devoto a solicitud de frey Lamberto Culla, prior del dicho santuario

Entre curioso y asombrado, el pastor se acerca a la cueva de donde salía aquella «luz peregrina y maravillosa» y advierte la existencia de «una Bellisima Imagen de María Santisima rodeada de celestiales rayos de luz». Postrado en tierra el pastor adora la imagen con profundo respeto, sin atreverse a mirarla. Estando en esta posición oye que la imagen, «despliega sus labios rubicundos, y como si estuviera animada» le dice con dulzura: Levanta Pastor, no temas. Ve, y diras á la Villa, que es mi voluntad, se edifique Templo en mi nombre en este sitio. El pastor marcha a la villa a comunicar lo sucedido, pero «se ve despreciado como simple», sin que ninguno de sus convecinos crea lo que cuenta. Apenado, el pastor, que tenía paralizado un brazo, regresa al lugar del suceso, «exponiendo (al Oraculo de la Santa Imagen) como no se habia hecho caso de su embaxada». La imagen de la Virgen le manda entonces sacar el brazo impedido: Saca ese brazo Pastor -el pastor se excusa diciendo que no podía hacerlo, «a causa de tenerlo sin acción, ni movimiento». No obstante, intentar obedecer, «y sin pensar en ello se encuentra con el brazo expedito, y enteramente sano».
Tras el portento, la Virgen, a través de su imagen dice al Pastor: Esta será la señal en lo que referiras segunda vez á la Villa. Juan Pérez regresa a Villel lleno de alegría, «confiado de que no padecería repulsa como la primera vez», mostrando su brazo curado a los que le conocían de siempre por manco, ya que era hijo del lugar. Todos creen esta vez, «los desprecios de su primera embaxada se convierten en aplausos: el que habia sido desechado como simple, se ve colmado de elogios y parabienes», manifestando gran alegría y queriendo todos acudir al lugar donde había tenido lugar el suceso.

«Con estas ausencias radicaba la Virgen mas, y mas su entrañable amor en los corazones de todos los de la Villa. No es de creer que se hubieran olvidado de las palabras del Pastor, por las cuales expresamente les habia significado Maria Santisima era su voluntad, que le edificasen templo en aquella soledad, pero tampoco es de extrañar que estubieran vacilantes en orden á edificarla en el mismo sitio de la Aparicion, por las dificultades casi insuperables que presenta para el efecto, y mayores todavía para visitar en aquel parage á Nuestra Señora con la freqüencia que deseaba su devoción, porque es poco menos que inacesible por lo escabroso del pendiente, y del terreno».
Historia de Nuestra Sra. de la Fuente-Santa venerada en su santuario existente en el término de la villa de Villel, Obra escrita por un devoto a solicitud de frey Lamberto Culla, prior del dicho santuario

Las tres sobrenaturales ausencias de la imagen de la Virgen de la Fuensanta de la iglesia parroquial llevaron a los de Villel a construir un templo donde había aparecido la imagen -paraje conocido desde entonces como La Aparecida-; aunque dada la inaccesibilidad del lugar decidieron construirlo “en un sitio de la misma soledad algo distante del de la aparición de la Santa Imagen, á fin de conciliar la voluntad de Maria Señora Nuestra con la oportunidad para visitarla, y obsequiarla como es debido”.- Concluida la fábrica del nuevo templo, en la margen izquierda del barranco, «se hizo la solmene traslacion de la Santa Imagen de Nuestra Señora desde la Iglesia Parroquial á su nueva Casa del Desierto con festivas aclamaciones, y aplausos».
Consta por tradición que hubo dos ermitas contemporáneas: una «pequeña Hermita, ú Adoratorio» en el lugar del hallazgo de la imagen, y otra en la parte baja del barranco, margen izquierda del mismo, en el mismo solar donde ya en el siglo XVI (1561) se erigió el templo actual, levantado sobre otro anterior.
La falta de documentación antigua relativa al Santuario de la Fuensanta se achaca básicamente a la destrucción de sus archivos por una partida de Migueletes, a principios del siglo XVIII (1709).
En relación con la Guerra de la Independencia Española, el Prior de la Fuensanta (don Miguel Garzarán) refiere que:

«[...], escarmentado con los atropellos de la tarde y noche del 18 de Marzo de 1811, cuando en lo sucesivo tenía la menor noticia de que los franceses se aproximaban á Teruel ó andaban por esta comarca, huía á las montañas llevando siempre consigo la venerada imagen de Nuestra Señora, pasando á la intemperie muchos días y noches, hospedándose generalmente en un corral del «Calarizo», hasta que desaparecido el peligro la devolvía al Santuario. Pero cambiando la situación con el establecimiento definitivo de los franceses en Teruel, y no atreviéndose á permanecer en despoblado expuesto constantemente á los desmanes de los fugitivos, dispersos y malhechores, determinó trasladar su residencia á la Villa, lo que ejecutó conseguido el oportuno permiso, llevando la imagen de la Fuensanta á la Iglesia parroquial, colocándola para darla el culto debido en la capilla y urna de santa Otilia, á primeros de febrero de 1811. Para celebrar la fiesta principal del 8 de septiembre se colocó en el altar mayor».
Villel en la Guerra de la Independencia (1808-1813), Pedro-Benito Gómez Gómez

Asimismo, a principios de julio de 1813, con motivo de la marcha de las tropas francesas de la plaza de Teruel, hubo en Villel una celebración religiosa de acción de gracias, con misa solemne y Te Deum. Igualmente cuando los franceses abandonaron Zaragoza. Posteriormente (el 24 de octubre), la imagen de la Virgen de la Fuensanta se trasladó de la iglesia parroquial al Santuario, concurriendo a la procesión gran cantidad de gente de la villa y pueblos circunvecinos. En total, durante la Guerra de la Independencia Española, entre el 26 de diciembre de 1808 y el 6 de febrero de 1813, los franceses estuvieron en Villel veintiocho veces.
Finalmente, durante la Revolución Española de 1936 y guerra civil española (1936-1936), el Santuario de la Fuensanta fue saqueado: los archivos fueron destruidos y la imagen desapareció, junto con otras (san Joaquín, san José, san Lamberto y Virgen de los Dolores); en la posguerra se reparó lo dañado, labrándose la «capilla de santa Teresa», situada a los pies del templo, lado de la epístola.

## Descripción de la imagen
Al anónimo y devoto autor de la Historia de Nuestra Sra. de la Fuente-Santa (1802), describe la imagen de la Virgen de la Fuensanta, que se hallaba en el Santuario de su advocación:

«Es de buena escultura, bien proporcionada, y ajustada á las reglas del arte. Su materia es madera de pino; mas por Divina disposicion tan incorruptible como el cedro, pues al cabo de tantos Siglos no hay en ella el menor asomo de quera, ó de corcoma. Su forma es bastante agraciada, y elegante, de rostro apacible y agradablemente magestuoso, su encarnado tira un poco á moreno sin quitarle nada de lo gracioso. La accion de la Imagen es la de una Señora modestamente sentada sobre una pequeña silla: y en esta disposicion tiene la Santa Imagen de alta dos palmos y tres dedos, y descansa sobre un escabel, ó pedestral unido de tres dedos de alto y poco mas de un palmo de largo, descubriendose un poco los pies […] sobre el dicho pedestral. De los dos lados de este se levantan, á la altura de un palmo y dos dedos dos columnitas con remates esfericos dorados. Extiende un poco su mano derecha en ademan de tener un ramito con sus dedos: y con la mano siniestra sostiene sobre su rodilla un Bellisimo Niño Jesus, sentadito y singularmente gracioso, cosa de un palmo de alto, con una muy pequeña  Torrecita quadrada en su mano izquierda, y alargando un poco azia la Madre su derecha. La Imagen de la Virgen tiene sobre su Cabeza una pequeña Corona Real unida, ó labrada en la misma madera: y al Niño sirve de gracioso adorno su mismo cabello: Tanto la Madre como el Hijo parece que enderezan la vista, ó tienen puestos sus ojos en las Personas que se presenta delante de su Capilla á venerarlos, y se asegura que nunca se cargan sus rostros de polvo, aunque nadie cuide de limpiarlos».
Historia de Nuestra Sra. de la Fuente-Santa venerada en su santuario existente en el término de la villa de Villel, Obra escrita por un devoto a solicitud de frey Lamberto Culla, prior del dicho santuario

La imagen actual de la Virgen de la Fuensanta es de las denominadas «de vestir»; copia de la original es la que puede verse labrada en mármol blanco en la hornacina existente sobre la entrada oriental del Santuario.

## Prodigios atribuidos
A la Virgen de la Fuensanta se la tiene por muy prodigiosa, dada la cantidad y variedad de beneficios recibidos por sus devotos. Entre ellos se cuentan «mal de ojos, tumores, y quebraduras».- La monografía de la Historia de Nuestra Señora de la Fuente-Santa (1802) recoge también un amplio elenco de curaciones prodigiosas relativas a enfermedades y accidentes, particularmente del mundo rural: heridas, impedidos, tullidos, leprosos, fiebres y calenturas; tercianas, tisis; dolores de costado; socorro en peligros de perder la vida; aflicciones; accidentes de carros, arrastrados por caballerías, aluviones en ríos y barrancos, y peligros diferentes.

## Las romerías de la Fuensanta
La devoción a la Virgen de la Fuensanta viene de antiguo, y hasta bien entrado el siglo XVIII distintos pueblos de la zona (once de la diócesis de Teruel y cuatro de la diócesis de Albarracín) acudían en procesión y rogativa al Santuario donde se halla su imagen: «algunos de ellos hacían esta Procesion en determinado dia todos los años, sin embargo de distar qual seis, y qual ocho horas del Santuario». Los pueblos que tradicionalmente acudían anualmente al Santuario en procesión o romería eran los siguientes: Teruel, Villel, Aldehuela, Cascante, Cubla, El Campillo, Cella, Caudé, Castralvo, Villastar y Rubiales -por parte de la antigua diócesis de Teruel. Y Tramacastiel, Gea de Albarracín, Jabaloyas y Bezas -de la antigua diócesis de Albarracín. En aquellas romerías o procesiones, la mayoría de los asistentes se confesaban, y comulgaban en la Santa Capilla de la Virgen, durante los oficios religiosos, regresando después a sus respectivos lugares y parroquias «llenos de consuelo y confianza, por la experiencia que tienen de que la virgen les socorre».
Tradicionalmente, la imagen de la Virgen de la Fuensanta se traslada a la iglesia parroquial de Villel (Nuestra Señora de las Nieves), con motivo de ciertas necesidades extraordinarias. La primera traslación tuvo lugar el 29 de marzo de 1680, con ocasión de una gran sequía, asistiendo vecinos de la villa de Gea de Albarracín, Tramacastiel, Cascante del Río y los pueblos de El Campillo, Cubla, Aldehuela. La segunda traslación tuvo lugar el 6 de junio de 1729, por la misma razón de una sequía que afectó la comarca. En el mismo siglo XVIII hubo otras traslaciones: en 1749, con ocasión de una epidemia contagiosa; otra en agosto de 1756, con ocasión de una plaga de langosta; otra en 1782, con ocasión de otra gran sequía.
Al presente, la romerías se concentran en tres momentos del año:

### Segundo sábado de mayo
El santuario es visitado en rogativa y los «clavarios» (matrimonios jóvenes del pueblo) se encargan de su organización, y de repartir los panecillos de «pitera» a los asistentes. El reparto del pan se inserta en la tradición cristiana común a romerías, fundamentado en la ofrenda de pan a los pobres.

### Primer sábado de agosto: Fiesta de la rogativa
Se trata de una tradición reciente, mediados los años ochenta del siglo XX (1985), momento en que se reúnen los pueblos vinculados de antiguo a la Virgen de la Fuensanta y a su Santuario: Cubla, Libros, El Campillo, Cascante del Río, Tramacastiel, Aldehuela, Rubiales, Villastar, Valacloche, Villaspesa y Villel. En esta rogativa, la «Hermandad de la Fuensanta» reparte pan bendito y vino a los romeros asistentes.

### Segunda semana de septiembre
Con motivo de las fiestas patronales en honor de santa Otilia, Virgen de la Fuensanta y san Roque, se acude en romería al Santuario de Nuestra Señora de la Fuensanta, para celebrar una misa y hacer una comida de hermandad.

## Galería

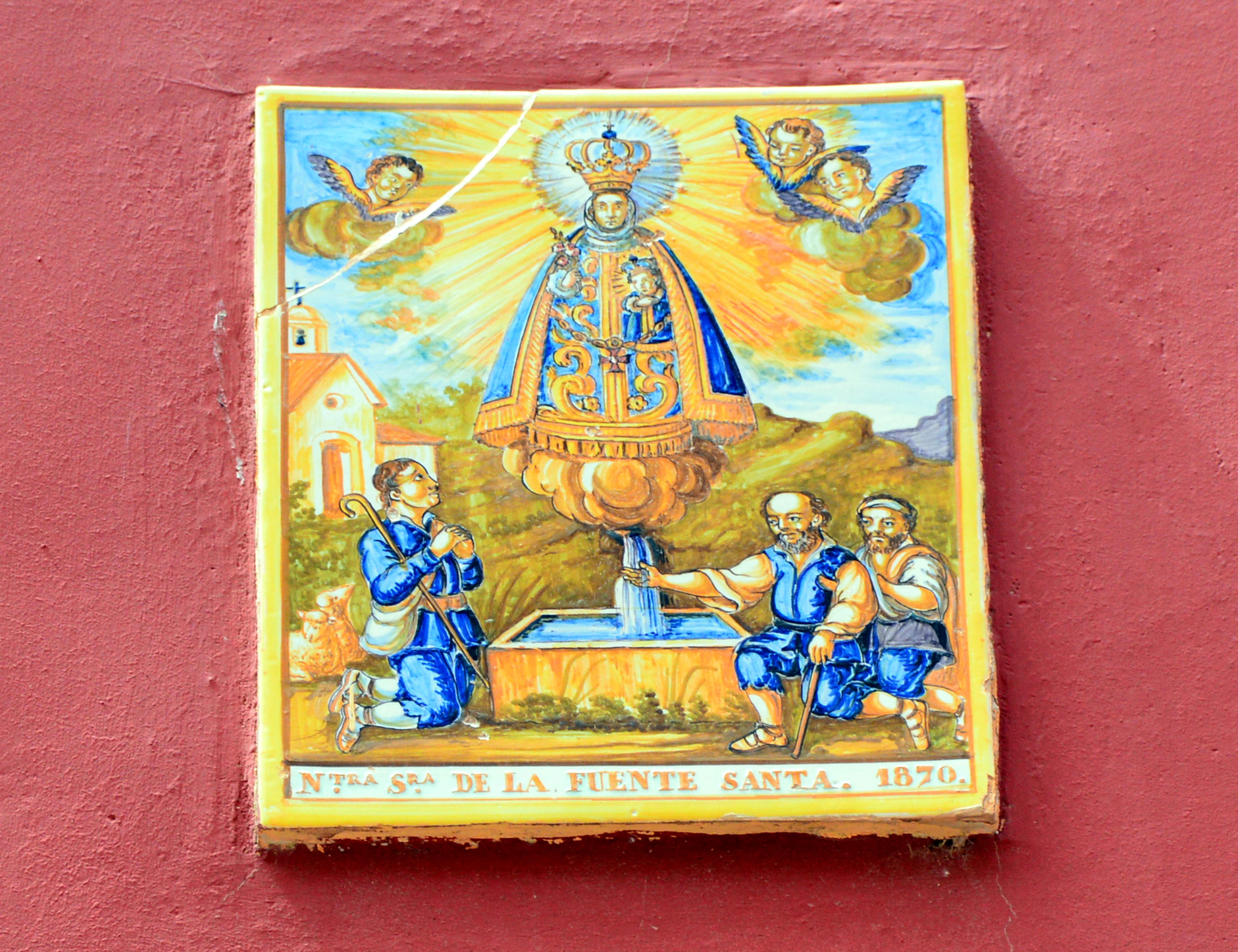
Virgen de la Fuensanta (Villel, Teruel), ladrillo cerámico (2017).
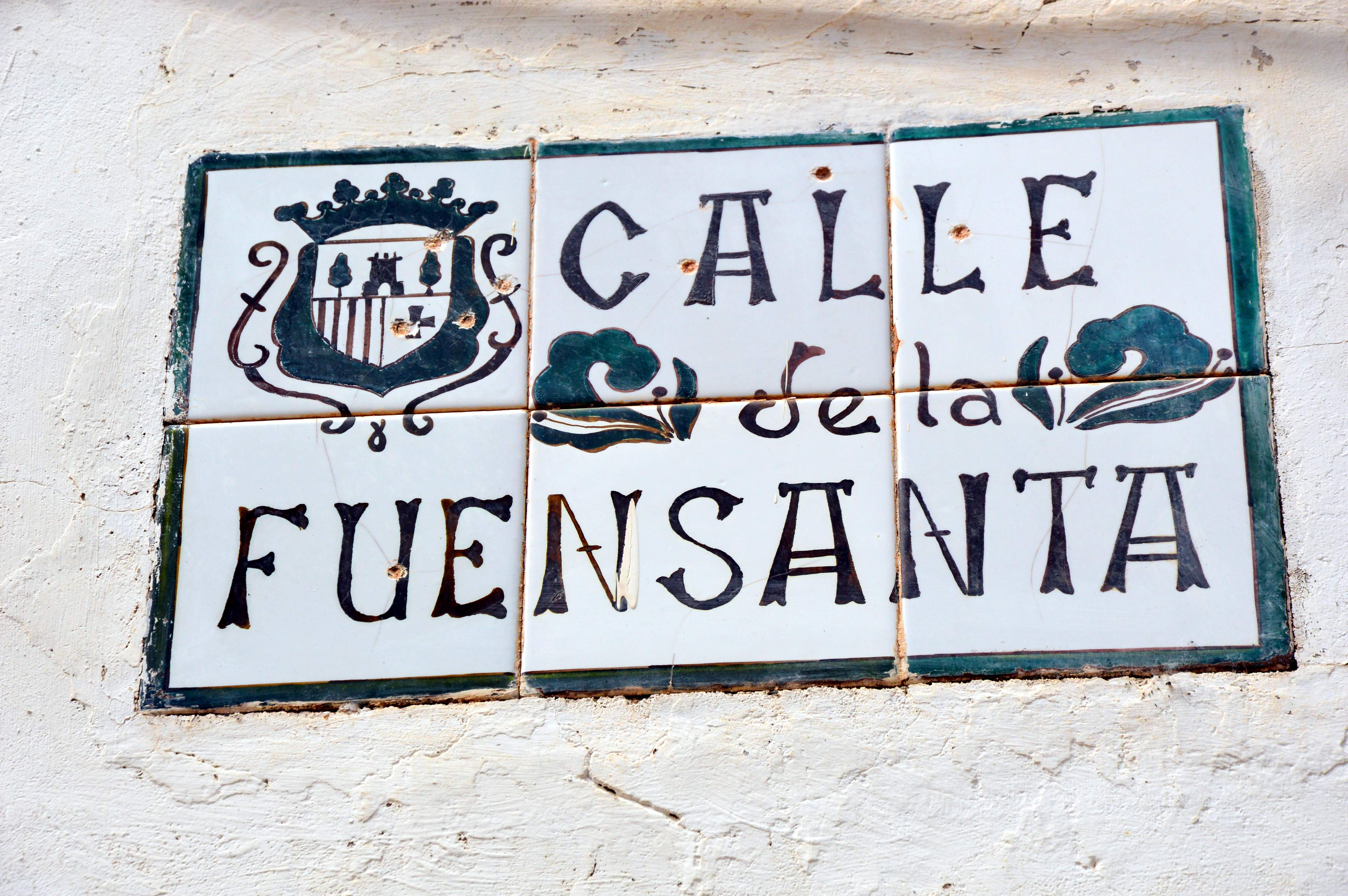
Calle de la Fuensanta (Villel, Teruel), ladrillos cerámicos (2017).
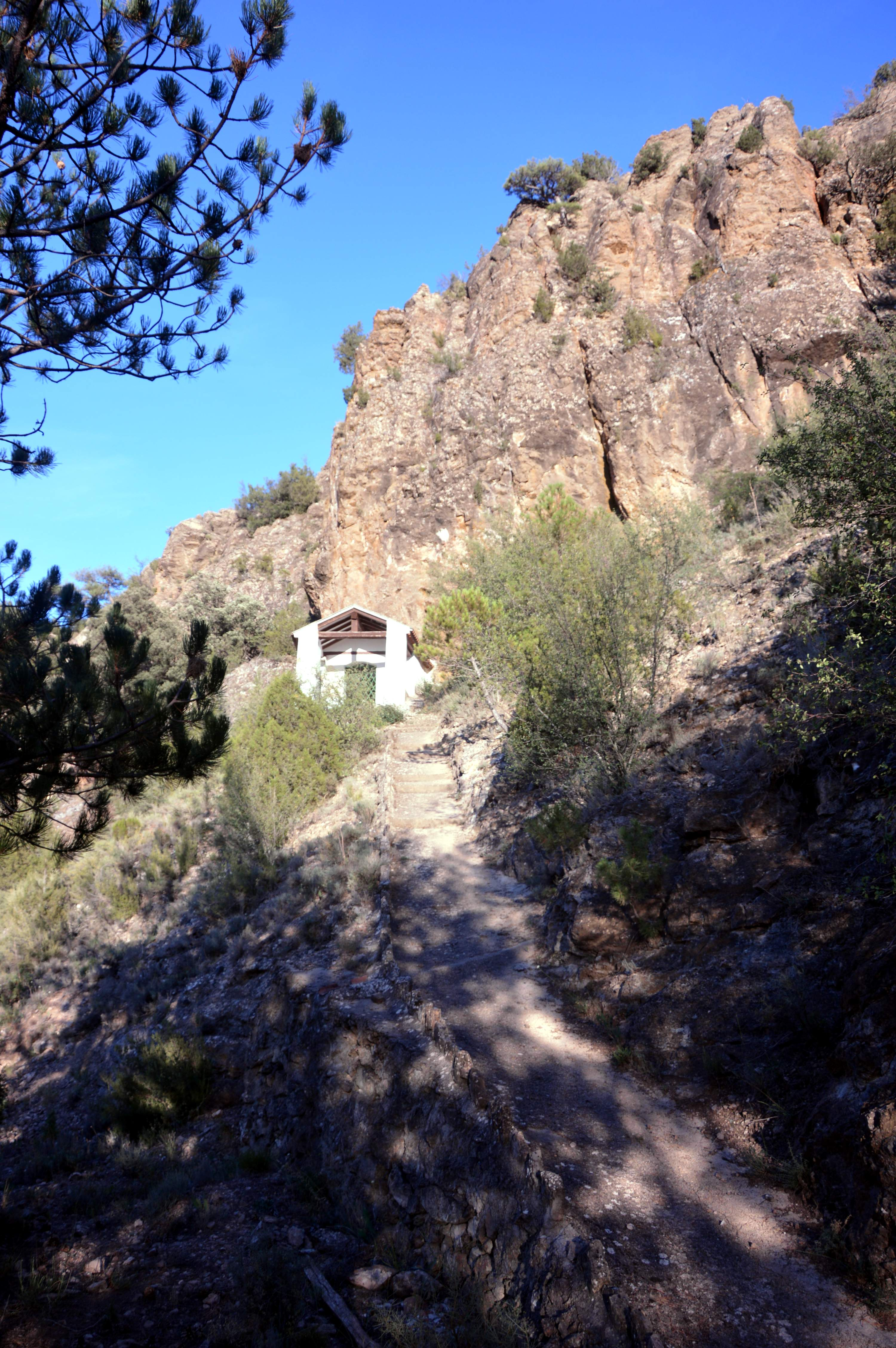
Ermita de La Aparecida (Villel, Teruel), oratorio construido en el lugar donde según la tradición apareció la imagen de la Virgen (2017).
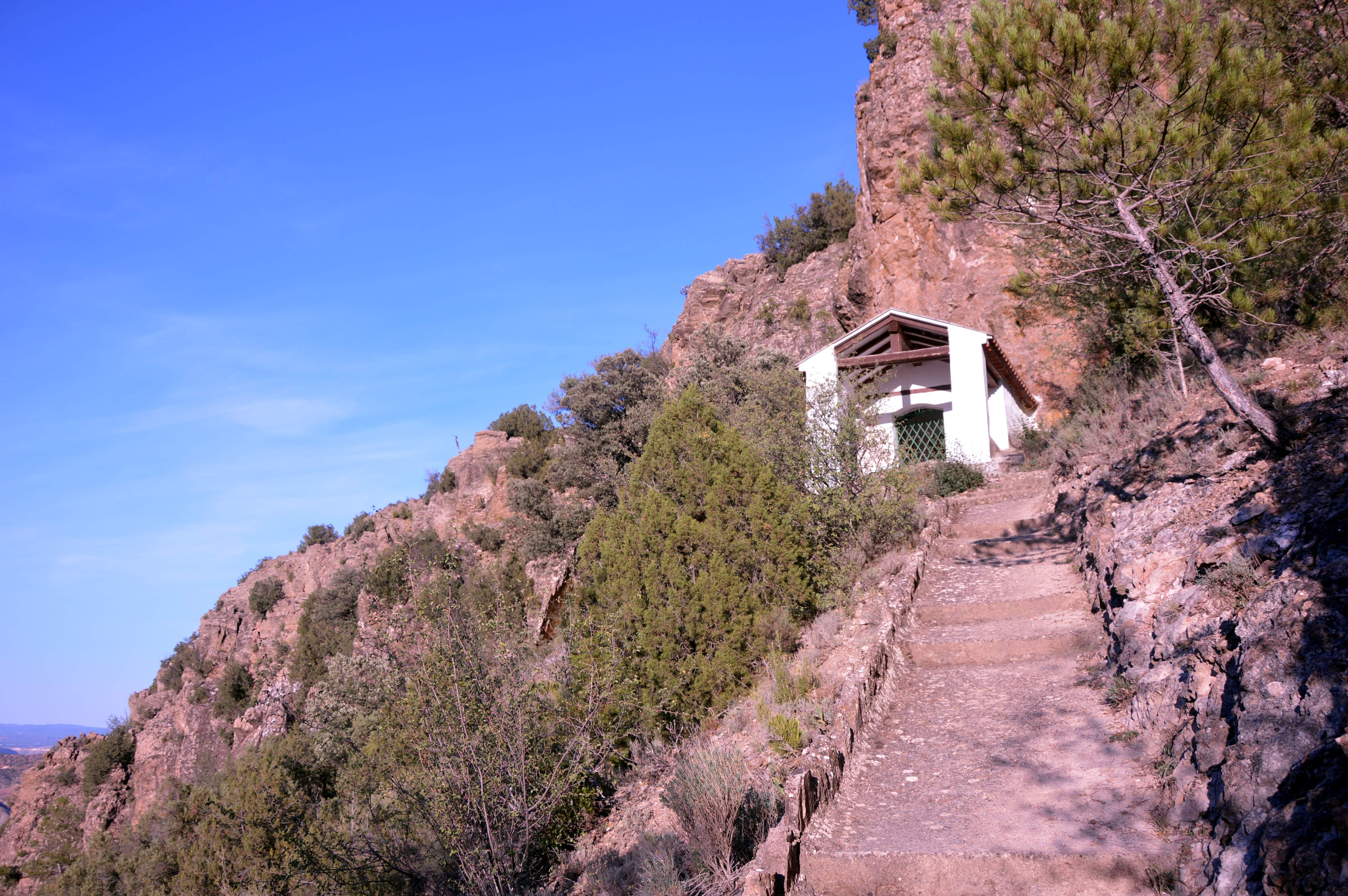
Ermita de La Aparecida (Villel, Teruel), oratorio construido en el lugar donde según la tradición apareció la imagen de la Virgen (2017).
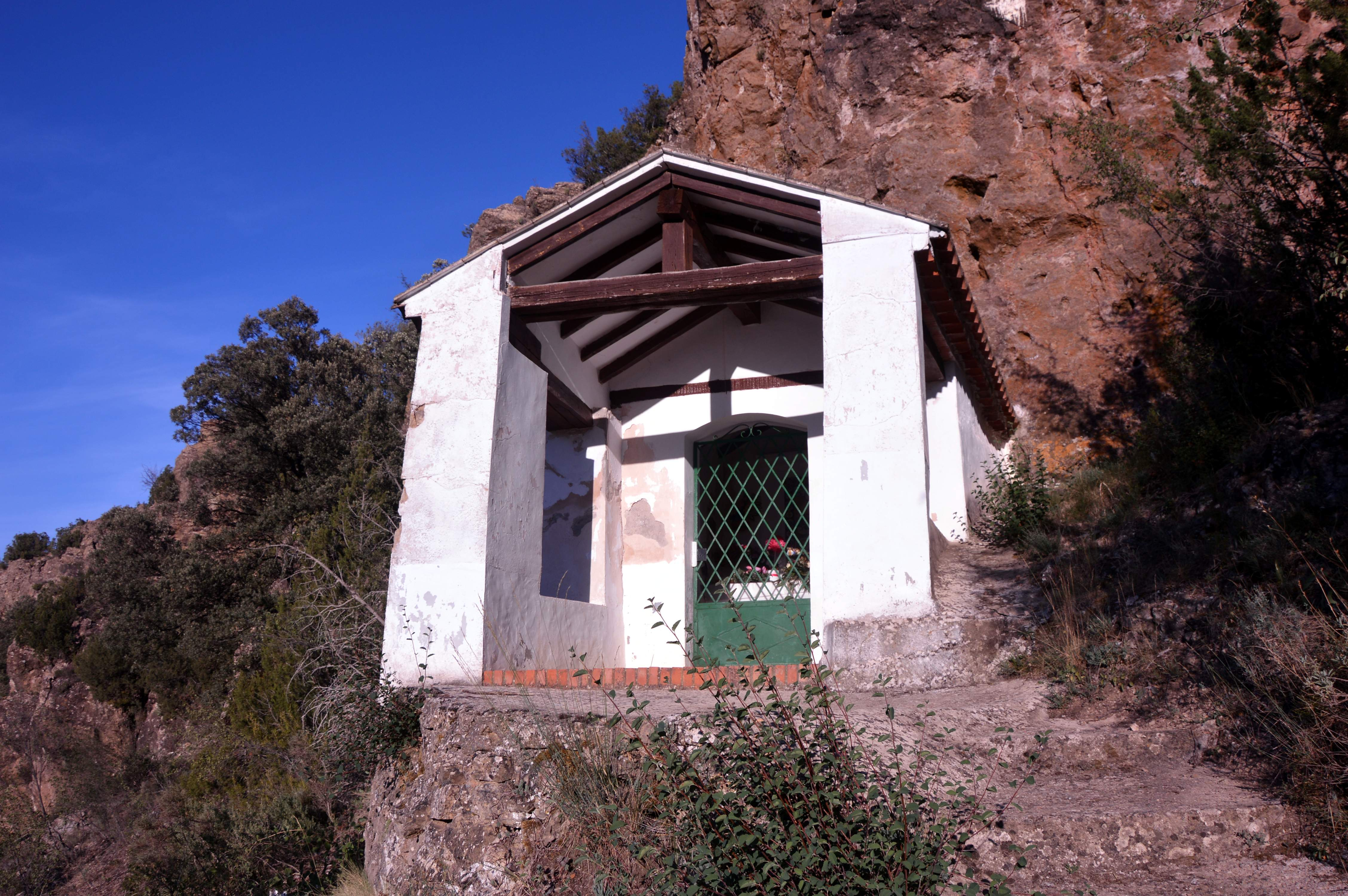
Ermita de La Aparecida (Villel, Teruel), oratorio construido en el lugar donde según la tradición apareció la imagen de la Virgen (2017).
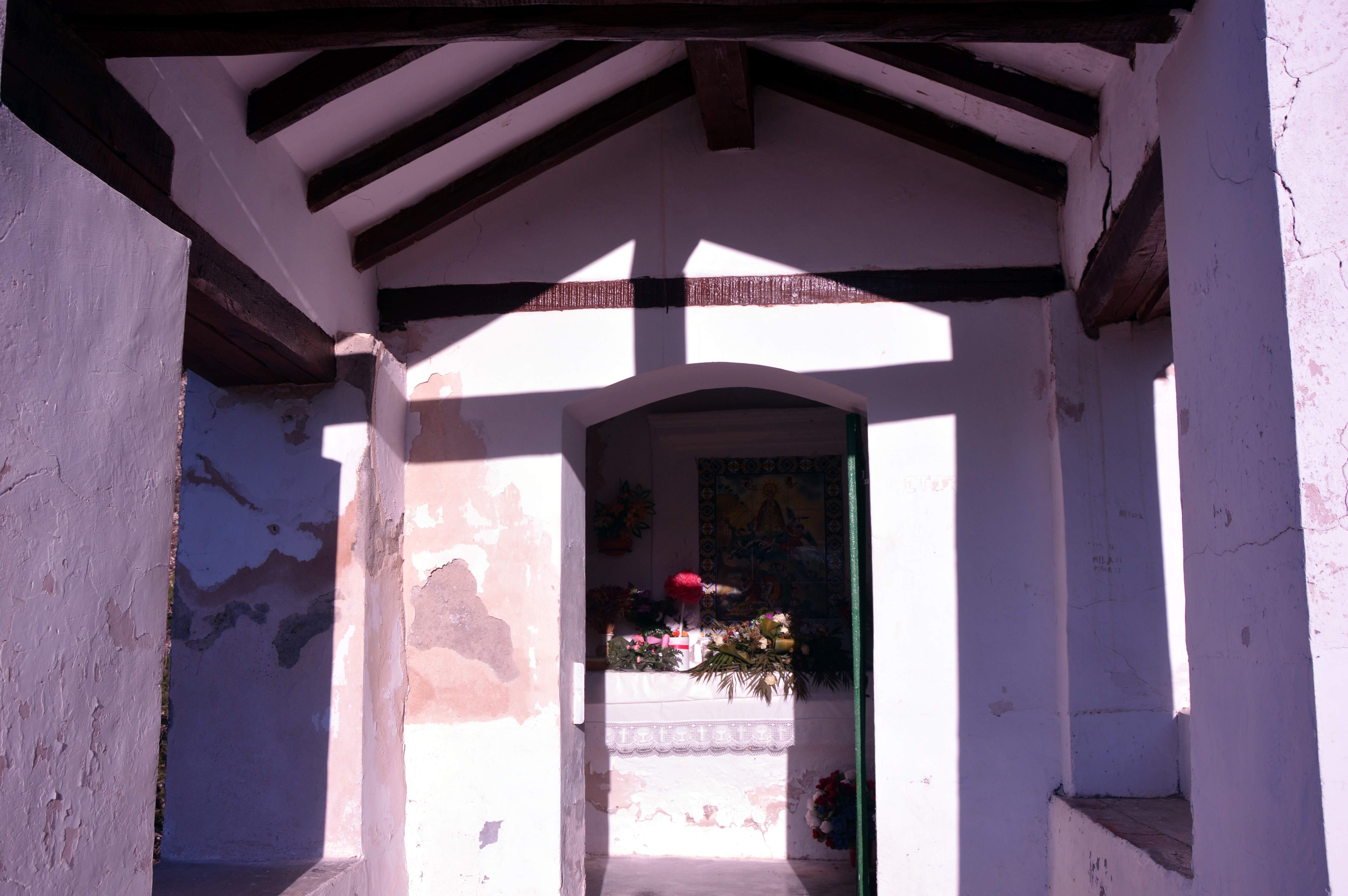
Ermita de La Aparecida (Villel, Teruel), atrio del oratorio (2017).
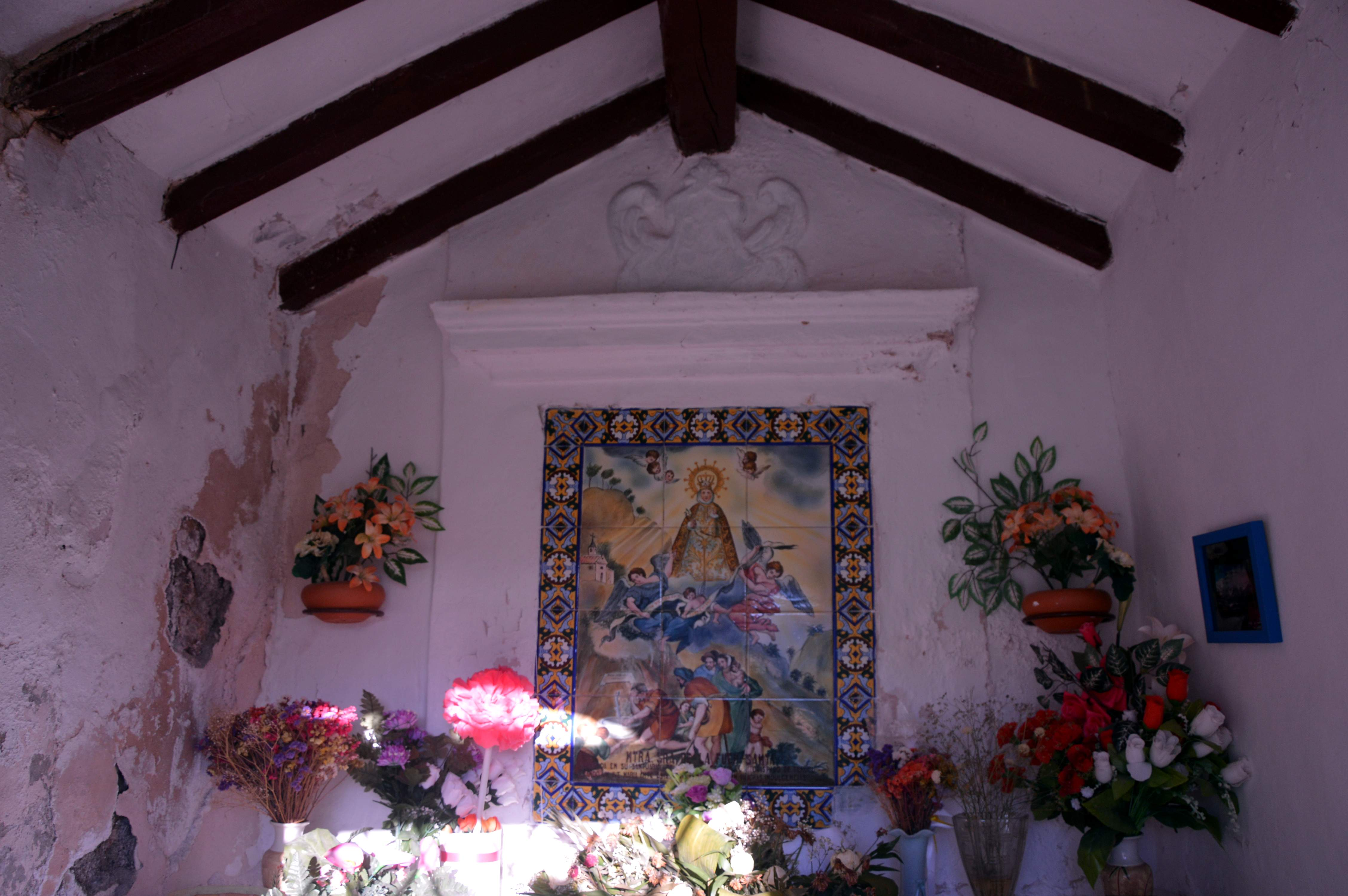
Ermita de La Aparecida (Villel, Teruel), interior del oratorio (2017).
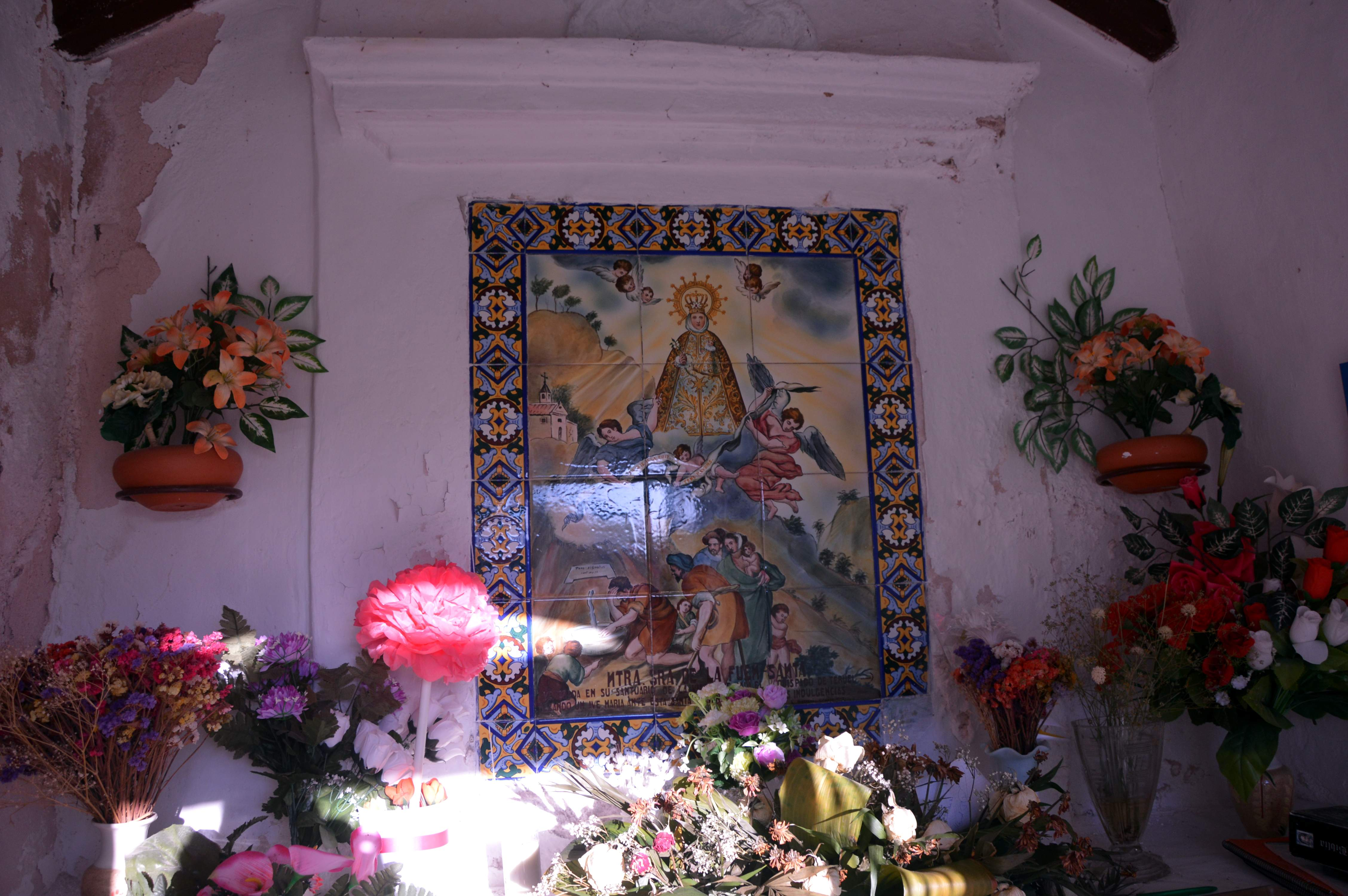
Ermita de La Aparecida (Villel, Teruel), interior del oratorio (2017).
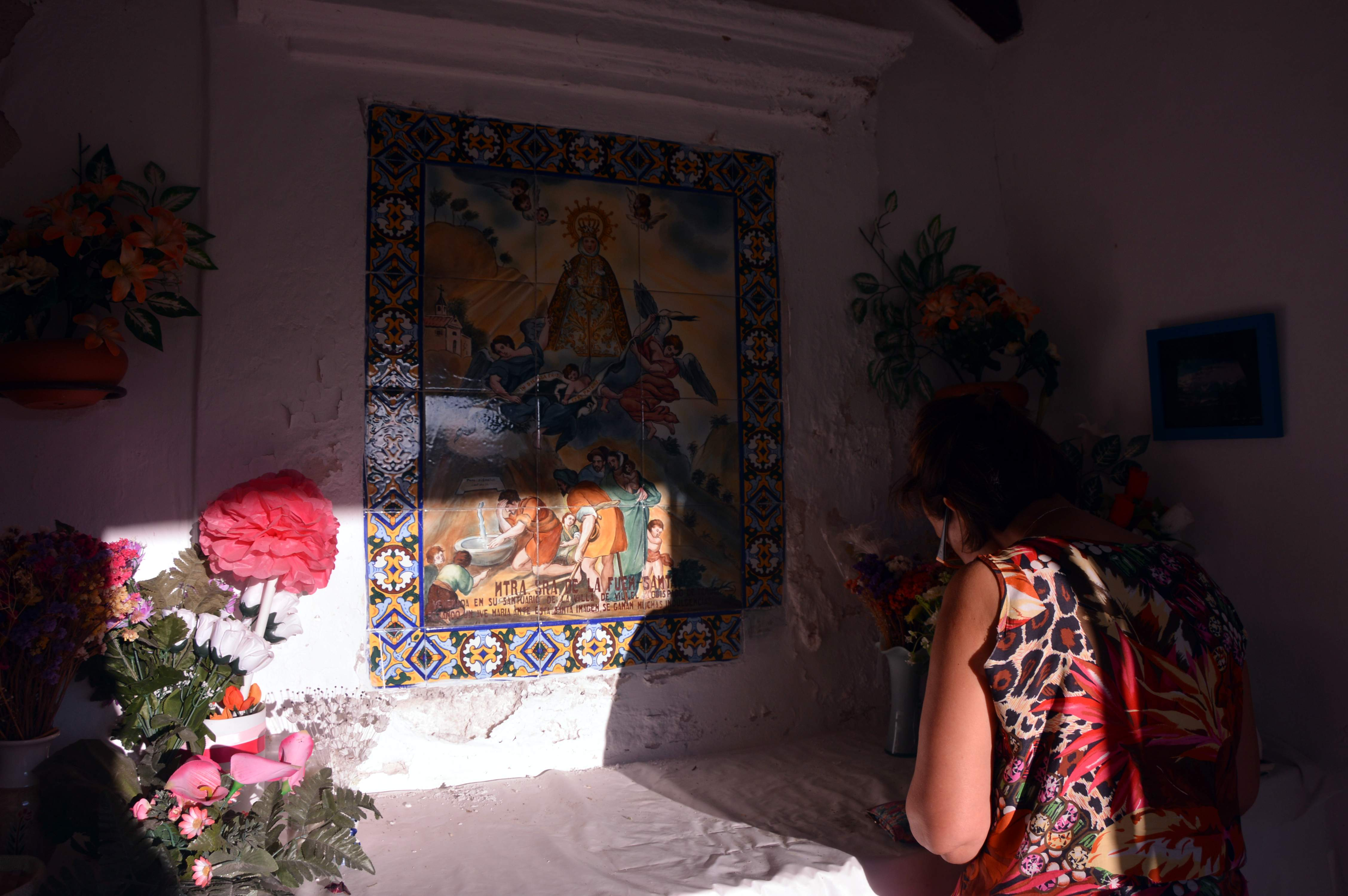
Ermita de La Aparecida (Villel, Teruel), interior del oratorio (2017).